# Sous les nuages électriques
Pour plus de détails, voir Fiche technique et Distribution.
Sous les nuages électriques (Под электрическими облаками, Pod electricheskimi oblakami) est un film coproduit par la Russie, l'Ukraine et la Pologne, écrit et réalisé par Alexeï Alexeïevitch Guerman et sorti en 2015.
Le film est sélectionné, en compétition, au 65e Festival international du film de Berlin (2015) où il reçoit l'Ours d'argent de la meilleure contribution artistique.

## Fiche technique
Sauf indication contraire, les informations mentionnées dans cette section peuvent être confirmées par la base de données cinématographiques IMDb,  présente dans la section « Liens externes ».
- Titre français : Sous les nuages électriques[1]
- Titre original : Под электрическими облаками, Pod electricheskimi oblakami
- Réalisation : Alexeï Alexeïevitch Guerman
- Scénario : Alexeï Alexeïevitch Guerman
- Photographie : Sergueï Mikhaltchouk
- Montage : Sergueï Ivanov
- Décors : Elena Okopnaïa
- Musique : Andreï Sourotdinov
- Pays de production :  Russie,  Ukraine,  Pologne
- Durée : 138 minutes
- Dates de sortie :
  - Allemagne : 10 février 2015 (Berlinale 2015)
  - Russie : 4 juin 2015
  - France : 15 décembre 2015

## Distribution
- Louis Frank : Piotr
- Merab Ninidze : Nikolaï
- Viktoria Korotkova : Sacha
- Tchoulpan Khamatova : Valia
- Piotr Gąsowski : oncle Borya
- Viktor Bugakov : Danya
- Karim Pakachakov : Karim
- Konstantin Zeliger : Marat
- Anastasia Melnikova (ru) : Irina
- Filipp Dyachkov :
- Sergei Siplivy :
- Dimitriy Vozdvizhenskiy :
- Vanessa Scalera : infirmière
- Davide Iacopini : l'employé Elgi

## Récompense
- Berlinale 2015 : Ours d'argent de la meilleure contribution artistique pour Evgeniy Privin et Sergey Mikhalchuk (directeurs de la photographie)